# Grotte des Cristaux
Ne doit pas être confondu avec Grotte aux Cristaux.
La grotte des Cristaux, en espagnol Cueva de los Cristales, est une grotte du Mexique dont la particularité est d'abriter des cristaux géants de sélénite, une variété de gypse, dans sa salle principale.
La grotte des Cristaux est connectée à la mine de Naica produisant de la sélénite mais aussi du zinc, du plomb et de l'argent.

## Caractéristiques
Les cristaux de cette grotte comptent parmi les plus grands cristaux naturels du monde, avec le plus grand exemplaire mesurant 12 m de long et 4 m de diamètre, pour un poids de 55 tonnes.
L'air y atteint une température de 58 °C et une hygrométrie de 90 à 99 %, ce qui est comparable aux températures records dans la Vallée de la Mort, mais il est beaucoup plus humide, quasiment saturé en vapeur d'eau. De telles conditions ne permettent pas d'y rester plus de dix minutes, ce qui constitue une entrave à son exploration mais la protège aussi de dégradations humaines (vandalisme, tourisme de masse, etc.).
La grotte des cristaux est une cavité en forme de fer à cheval faite de calcaire. Son sol est recouvert de blocs cristallins parfaitement facettés. D'énormes poutres en cristal dépassent à la fois des blocs et du sol. Les cristaux se détériorent dans l'air, donc le projet Naica a tenté de documenter visuellement les cristaux avant qu'ils ne se détériorent davantage.

## Histoire

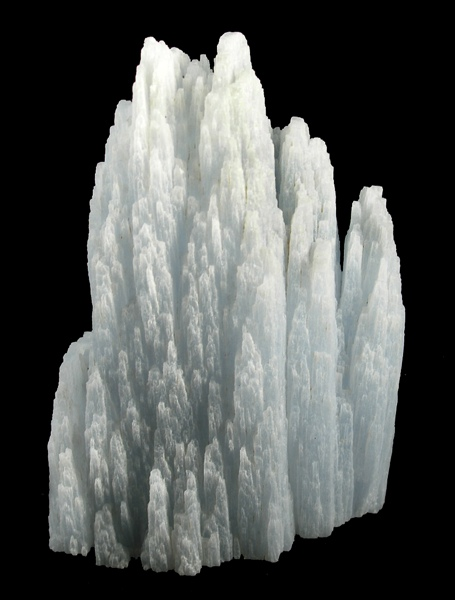
Bloc de quelques centimètres d'anhydrite provenant de la mine de Naica, voisine de la grotte des Cristaux.

En 1910, des mineurs découvrent une caverne sous le chantier de la mine de Naica au Mexique, surnommée la « grotte des Épées » (espagnol : Cueva de las Espadas). Elle est située à 120 mètres de profondeur, au-dessus de la grotte des Cristaux, et contient de petits et spectaculaires cristaux (longs d'un mètre). On suppose qu'à ce niveau, les températures de transition peuvent chuter beaucoup plus rapidement, entraînant la fin de la croissance des cristaux.
La grotte de cristaux géants est découverte en avril 2000 par des mineurs creusant un nouveau tunnel pour la société minière Industrias Peñoles située à Naica, tout en forant à travers la faille de Naica qui préoccupaient les mineurs par son éventuelle possibilité d'inonder la mine. Le complexe minier de Naica contient d'importants dépôts d'argent, de zinc et de plomb.
Deux autres cavernes plus petites ont également été découvertes en 2000, la « grotte de l’œil de la Reine » et la « grotte des Bougies », ainsi qu'une autre cavité trouvée dans un projet de forage en 2009. Cette nouvelle grotte, nommée « Palais de Glace », est située à 150 mètres de profondeur et n'est pas inondée, mais ses formations de cristaux sont beaucoup plus petites, avec des petites formations en « chou-fleur » et de fins cristaux filiformes.